# SS Doric (1883)
El SS Doric fue un transatlántico británico operado por White Star Line. Entró en servicio en 1883. Construido por los astilleros Harland and Wolff de Belfast, era gemelo del Ionic, que había entrado en servicio unos meses antes. Aunque no se conoce con certeza el propósito original de la construcción de los dos buques, ambos comenzaron su carrera fletados por la New Zealand Shipping Company, que los operaba en la ruta de Londres a Wellington.
Ya en 1885, el Doric, al igual que su buque gemelo y el Coptic, fue asignado a la misma ruta, pero esta vez para el servicio conjunto prestado por la White Star Line y la Shaw, Savill & Albion Line. El buque llevó a cabo esta misión sin experimentar ningún incidente importante, hasta que fue revisado en 1895 para modernizarlo. Considerado innecesario en la ruta de Nueva Zelanda, el Doric fue fletado por la Occidental and Oriental Steamship Company entre Hong Kong y San Francisco.
Fue en 1906 cuando el Doric realizó su última travesía bajo este contrato, mientras que la O&O se retiraba gradualmente del mercado. Posteriormente fue vendido a la Pacific Mail Steamship Company, que lo empleó en la misma ruta, esta vez con el nombre de Asia. En el marco de este servicio, el buque encalló en las rocas el 23 de abril de 1911. Sus pasajeros salieron ilesos del accidente, pero el barco fue saqueado e incendiado rápidamente por pescadores locales.

## Hundimiento
El 23 de abril de 1911, el Doric encalló en medio de la niebla y naufragó cerca de las islas Dachen, en Wenzhou, China meridional. Una vez rescatados a salvo toda la tripulación y los pasajeros, el barco fue saqueado por pescadores locales que posteriormente quemaron los restos del buque.